# نزلة الزاوية
قرية نزلة الزاوية هي إحدى القرى التابعة لمركز ببا في محافظة بني سويف في جمهورية مصر العربية. حسب إحصاءات سنة 2006، بلغ إجمالي السكان في نزلة الزاوية 5865 نسمة، منهم 2962 رجل و2903 امرأة.